# Stolperstein von Hemdingen

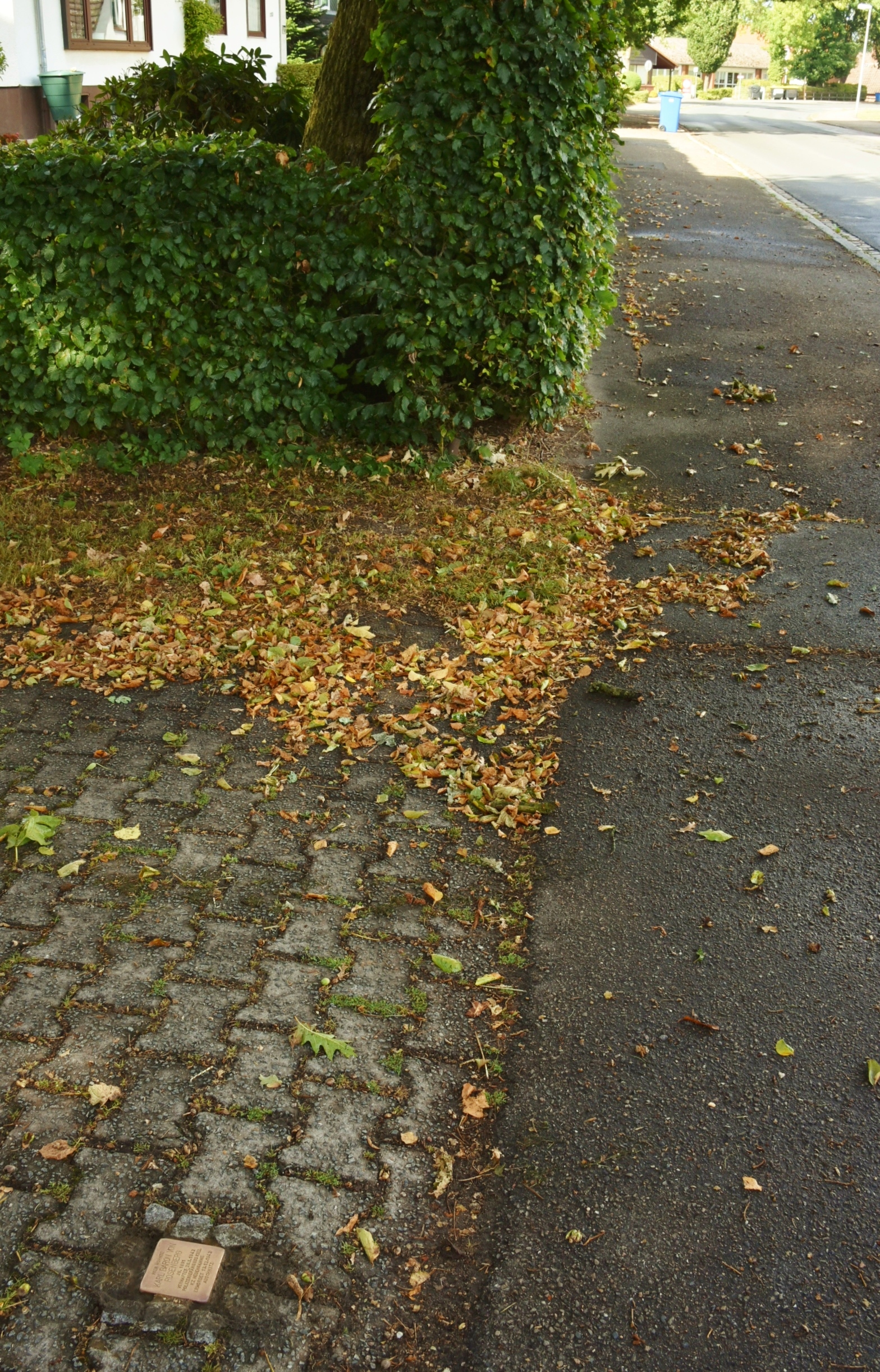
Der einzige Stolperstein von Hemdingen

Der Stolperstein von Hemdingen ist Karl Baron von Rosenberg gewidmet, der aus einer zum Katholizismus konvertierten jüdischen Familie stammte und im KZ Auschwitz ermordet wurde. Er wurde vom Künstler Gunter Demnig im Rahmen des Projekts Stolpersteine in der Gemeinde Hemdingen verlegt. Stolpersteine erinnern an das Schicksal der Menschen, die von den Nationalsozialisten ermordet, deportiert, vertrieben oder in den Suizid getrieben wurden. Sie liegen im Regelfall vor dem letzten selbstgewählten Wohnsitz des Opfers.
Die Verlegung erfolgte am 9. April 2008.

## Stolperstein
| Stolperstein | Inschrift | Verlegeort        | Name, Leben |
| ------------ | --- | ----------------- | --- |
|              | HIER WOHNTE KARL BARON VON ROSENBERG JG. 1891 VERHAFTET 26.1.1942 POOIZEIGEFÄNGNIS KIEL KZ NEUENGAMME ERMORDET 13.12.1942 AUSCHWITZ | Steindamm 12–14 · | Karl Baron von Rosenberg wurde am 5. Dezember 1891 geboren. Er stammte aus einer zum Katholizismus konvertierten jüdischen Familie in Österreich. Im 1. Weltkrieg diente er als Offizier bei der österreichischen Kavallerie, wodurch sein Bein gelähmt war. Anschließend ging er nach Hamburg, machte eine Banklehre und eröffnete eine Importgeschäft. 1930 kauften er und seine Frau Gisela (1905–1998) den Eichenhof in Hemdingen, wo ihre beiden Söhne aufwuchsen. Bis zum Anschluss Österreichs an das Deutsche Reich 1938 blieb er als österreichischer Staatsbürger unbehelligt und konnte seine jüdischen Vorfahren verheimlichen. Um einer Überprüfung zu entgegen, gab es 1938 sein Geschäft auf und lebte ganz in Hemdingen, wo die Familie auf dem Eichenhof eine Pension einrichtete. Wie seine Abstammung bekannt wurde, ist nicht bekannt. Am 26. Januar 1942 wurde er auf Anordnung der Gestapo verhaftet und ins Polizeigefängnis in Kiel gebracht. Vom Gefängnis aus setzte Rosenberg die Scheidung durch, um seine Frau und seine Kinder zu schützen. Trotzdem musste Gisela von Rosenberg den Eichenhof im Mai 1942 an einen SA-Mann verkaufen. Am 20. Mai 1942 wurde er ins KZ Neuengamme und von dort nach Auschwitz verschleppt. Am 13. Dezember 1942 wurde er in Auschwitz ermordet. Seine Frau war nach Freiburg gezogen. Sie wurde im Januar 1945 wegen des Verdachts der Wehrkraftzersetzung und der Spionage verhaftet und ins Sicherungslager Rotenfels gebracht. Sie und die beiden Söhne Nicolaus und Ferdinand überlebten den Krieg. |